# 国立大学附属学校
国立大学附属学校（こくりつだいがくふぞくがっこう）では、日本の国立大学法人によって設置・運営される、国立大学の附属学校について説明する（「附属学校」については当該項目を参照）。教育基本法における国立学校に含まれる。
国立大学附属学校は、実験的で先導的な学校教育への取り組み、教育実習の実施、大学や学部における教育に関する研究への協力など、日本の公教育の根幹を支え、教育水準の向上を図ることを目的として設置されている。
2024年（令和6年）3月現在、国立大学附属学校・幼稚園は日本全国の56大学に、幼稚園48園、認定こども園、小学校67校、中学校68校、高等学校15校、義務教育学校5校、中等教育学校4校、特別支援学校45校の253園が設置され、約8.4万人の園児・児童・生徒が在籍している。
国立大学附属学校・幼稚園の団体として、国立大学附属学校教員で組織する「全国国立大学附属学校連盟」と、附属学校PTAで組織する「一般社団法人全国国立大学附属学校PTA連合会」があり、この2団体を総称して「全附連」と公称している。

## 概要
大学本体の附属だけでなく、学部の研究活動の一環として学部附属として設置されている学校もあり、特に高等学校以下の教育機関の教員を養成する教育学部（およびそれに類する学部等）の附属学校が多い。教育学部の附属校に限らず教職課程を持つ大学の附属学校では、教育実習等を行う教員養成の場として、また先進的な教育の在り方を模索する実験校としての使命を持つ。工学部、農学部、音楽学部を母体として設置される学校もある。元は学部附属だった学校が国立大学法人への移管を契機に大学本体の附属へ移管されたケースもある。
所属教員の人事権は大学の人事課が担当しているケースがほとんどで、教員の異動は国立学校内での転勤もあれば、公立学校や私立学校から来た教員もいる。研究機関という側面もあるため、教員による研究発表や調査実験の対象となる。また、教育学部等の学生の教育実習を行う場も兼ねている。
ほとんどの国立大学が戦後の学制改革後に設置されたのと同様、その附属学校も戦後発足のものが大部分を占める。ただし以下に示す各附属学校は、旧制の高等師範学校および女子高等師範学校の附属校として明治時代に設立されている。
| 母体となった 旧制教育機関 | 現在の母体大学   | 附属学校                   | 附属学校                             |
| 母体となった 旧制教育機関 | 現在の母体大学   | 小学校                     | 中学校・高等学校                     |
| ------------------------- | ---------------- | -------------------------- | ------------------------------------ |
| 東京高等師範学校          | 筑波大学         | 筑波大学附属小学校         | 筑波大学附属中学校・高等学校         |
| 広島高等師範学校          | 広島大学         | 広島大学附属小学校         | 広島大学附属中学校・高等学校         |
| 東京女子高等師範学校      | お茶の水女子大学 | お茶の水女子大学附属小学校 | お茶の水女子大学附属中学校・高等学校 |
| 奈良女子高等師範学校      | 奈良女子大学     | 奈良女子大学附属小学校     | 奈良女子大学附属中等教育学校         |

## 国立大学附属学校
47都道府県すべてに国立大学附属の幼稚園・小学校・中学校・義務教育学校・高等学校・中等教育学校・特別支援学校・専修学校のいずれかがあり、その総数は200校を超える。
大学1校が持つ附属学校の数や種類はまちまちで、附属高等学校を複数、附属中学校を複数といったように同種の学校が複数附属している大学もある。

## 国立大学附属学校一覧

### 専修学校
- 大阪大学歯学部附属歯科技工士学校

#### 廃校になった専修学校
- 東京医科歯科大学附属歯科技工士学校
- 東北大学歯学部附属歯科技工士学校

### 中等教育学校
- 東京大学教育学部附属中等教育学校
- 東京学芸大学附属国際中等教育学校
- 神戸大学附属中等教育学校
- 奈良女子大学附属中等教育学校

### 高等学校
- 筑波大学附属高等学校
- 筑波大学附属駒場高等学校
- 筑波大学附属坂戸高等学校
- 東京学芸大学附属高等学校
- 東京芸術大学音楽学部附属音楽高等学校
- 東京科学大学附属科学技術高等学校
- お茶の水女子大学附属高等学校
- 愛知教育大学附属高等学校
- 名古屋大学教育学部附属高等学校
- 金沢大学附属高等学校
- 京都教育大学附属高等学校
- 大阪教育大学附属高等学校天王寺校舎
- 大阪教育大学附属高等学校池田校舎
- 大阪教育大学附属高等学校平野校舎
- 広島大学附属高等学校
- 広島大学附属福山高等学校
- 愛媛大学附属高等学校

### 中学校
- 北海道教育大学附属札幌中学校
- 北海道教育大学附属函館中学校
- 北海道教育大学附属旭川中学校
- 北海道教育大学附属釧路中学校
- 弘前大学教育学部附属中学校
- 岩手大学教育学部附属中学校
- 宮城教育大学附属中学校
- 秋田大学教育文化学部附属中学校
- 山形大学附属中学校
- 福島大学附属中学校
- 茨城大学教育学部附属中学校
- 群馬大学共同教育学部附属中学校
- 宇都宮大学共同教育学部附属中学校
- 埼玉大学教育学部附属中学校
- 千葉大学教育学部附属中学校
- 筑波大学附属中学校
- 筑波大学附属駒場中学校
- 東京学芸大学附属世田谷中学校
- 東京学芸大学附属小金井中学校
- 東京学芸大学附属竹早中学校
- お茶の水女子大学附属中学校
- 横浜国立大学教育学部附属横浜中学校
- 横浜国立大学教育学部附属鎌倉中学校
- 山梨大学教育学部附属中学校
- 信州大学教育学部附属長野中学校
- 信州大学教育学部附属松本中学校
- 新潟大学教育学部附属新潟中学校
- 新潟大学教育学部附属長岡中学校
- 上越教育大学附属中学校
- 金沢大学人間社会学域学校教育学類附属中学校
- 富山大学教育学部附属中学校
- 静岡大学教育学部附属静岡中学校
- 静岡大学教育学部附属浜松中学校
- 静岡大学教育学部附属島田中学校
- 愛知教育大学附属名古屋中学校
- 愛知教育大学附属岡崎中学校
- 名古屋大学教育学部附属中学校
- 三重大学教育学部附属中学校
- 和歌山大学教育学部附属中学校
- 奈良教育大学附属中学校
- 京都教育大学附属桃山中学校
- 滋賀大学教育学部附属中学校
- 大阪教育大学附属天王寺中学校
- 大阪教育大学附属池田中学校
- 大阪教育大学附属平野中学校
- 兵庫教育大学附属中学校
- 岡山大学教育学部附属中学校
- 鳥取大学附属中学校
- 広島大学附属中学校
- 広島大学附属福山中学校
- 広島大学附属三原中学校
- 広島大学附属東雲中学校
- 山口大学教育学部附属山口中学校
- 山口大学教育学部附属光中学校
- 香川大学教育学部附属高松中学校
- 香川大学教育学部附属坂出中学校
- 鳴門教育大学附属中学校
- 愛媛大学教育学部附属中学校
- 高知大学教育学部附属中学校
- 福岡教育大学附属福岡中学校
- 福岡教育大学附属小倉中学校
- 福岡教育大学附属久留米中学校
- 佐賀大学教育学部附属中学校
- 大分大学教育学部附属中学校
- 長崎大学教育学部附属中学校
- 熊本大学教育学部附属中学校
- 宮崎大学教育学部附属中学校
- 鹿児島大学教育学部附属中学校
- 琉球大学教育学部附属中学校

### 小学校
- 北海道教育大学附属札幌小学校
- 北海道教育大学附属函館小学校
- 北海道教育大学附属旭川小学校
- 北海道教育大学附属釧路小学校
- 弘前大学教育学部附属小学校
- 岩手大学教育学部附属小学校
- 宮城教育大学附属小学校
- 秋田大学教育文化学部附属小学校
- 山形大学附属小学校
- 福島大学附属小学校
- 茨城大学教育学部附属小学校
- 筑波大学附属小学校
- 群馬大学共同教育学部附属小学校
- 宇都宮大学共同教育学部附属小学校
- 埼玉大学教育学部附属小学校
- 千葉大学教育学部附属小学校
- 東京学芸大学附属世田谷小学校
- 東京学芸大学附属小金井小学校
- 東京学芸大学附属竹早小学校
- 東京学芸大学附属大泉小学校
- お茶の水女子大学附属小学校
- 横浜国立大学教育学部附属横浜小学校
- 横浜国立大学教育学部附属鎌倉小学校
- 山梨大学教育学部附属小学校
- 信州大学教育学部附属長野小学校
- 信州大学教育学部附属松本小学校
- 新潟大学教育学部附属新潟小学校
- 新潟大学教育学部附属長岡小学校
- 上越教育大学附属小学校
- 金沢大学人間社会学域学校教育学類附属小学校
- 富山大学教育学部附属小学校
- 静岡大学教育学部附属静岡小学校
- 静岡大学教育学部附属浜松小学校
- 愛知教育大学附属名古屋小学校
- 愛知教育大学附属岡崎小学校
- 三重大学教育学部附属小学校
- 和歌山大学教育学部附属小学校
- 奈良女子大学附属小学校
- 奈良教育大学附属小学校
- 京都教育大学附属桃山小学校
- 滋賀大学教育学部附属小学校
- 大阪教育大学附属天王寺小学校
- 大阪教育大学附属池田小学校
- 大阪教育大学附属平野小学校
- 神戸大学附属小学校
- 兵庫教育大学附属小学校
- 岡山大学教育学部附属小学校
- 鳥取大学附属小学校
- 広島大学附属小学校
- 広島大学附属三原小学校
- 広島大学附属東雲小学校
- 山口大学教育学部附属山口小学校
- 山口大学教育学部附属光小学校
- 香川大学教育学部附属高松小学校
- 香川大学教育学部附属坂出小学校
- 鳴門教育大学附属小学校
- 愛媛大学教育学部附属小学校
- 高知大学教育学部附属小学校
- 福岡教育大学附属福岡小学校
- 福岡教育大学附属小倉小学校
- 福岡教育大学附属久留米小学校
- 佐賀大学教育学部附属小学校
- 大分大学教育学部附属小学校
- 長崎大学教育学部附属小学校
- 熊本大学教育学部附属小学校
- 宮崎大学教育学部附属小学校
- 鹿児島大学教育学部附属小学校
- 琉球大学教育学部附属小学校

#### 廃校になった小学校
- 岐阜大学教育学部附属小学校
- 神戸大学附属住吉小学校
- 神戸大学附属明石小学校
- 島根大学教育学部附属小学校

### 義務教育学校
- 岐阜大学教育学部附属小中学校
- 福井大学教育学部附属義務教育学校
- 京都教育大学附属京都小中学校
- 島根大学教育学部附属義務教育学校

### 幼稚園
- 北海道教育大学附属函館幼稚園
- 北海道教育大学附属旭川幼稚園
- 弘前大学教育学部附属幼稚園
- 岩手大学教育学部附属幼稚園
- 宮城教育大学附属幼稚園
- 秋田大学教育文化学部附属幼稚園
- 山形大学附属幼稚園
- 福島大学附属幼稚園
- 茨城大学教育学部附属幼稚園
- 群馬大学共同教育学部附属幼稚園
- 宇都宮大学共同教育学部附属幼稚園
- 埼玉大学教育学部附属幼稚園
- 千葉大学教育学部附属幼稚園
- 東京学芸大学附属幼稚園小金井園舎
- 東京学芸大学附属幼稚園竹早園舎
- お茶の水女子大学附属幼稚園
- 山梨大学教育学部附属幼稚園
- 信州大学教育学部附属幼稚園
- 新潟大学教育学部附属幼稚園
- 上越教育大学附属幼稚園
- 金沢大学人間社会学域学校教育学類附属幼稚園
- 富山大学教育学部附属幼稚園
- 福井大学教育学部附属幼稚園
- 静岡大学教育学部附属幼稚園
- 愛知教育大学附属幼稚園
- 三重大学教育学部附属幼稚園
- 奈良女子大学附属幼稚園
- 奈良教育大学附属幼稚園
- 京都教育大学附属幼稚園
- 滋賀大学教育学部附属幼稚園
- 大阪教育大学附属幼稚園
- 神戸大学附属幼稚園
- 兵庫教育大学附属幼稚園
- 岡山大学教育学部附属幼稚園
- 鳥取大学附属幼稚園
- 島根大学教育学部附属幼稚園
- 広島大学附属幼稚園
- 広島大学附属三原幼稚園
- 山口大学教育学部附属幼稚園
- 香川大学教育学部附属幼稚園
- 鳴門教育大学附属幼稚園
- 愛媛大学教育学部附属幼稚園
- 高知大学教育学部附属幼稚園
- 福岡教育大学附属幼稚園
- 佐賀大学教育学部附属幼稚園
- 大分大学教育学部附属幼稚園
- 長崎大学教育学部附属幼稚園
- 熊本大学教育学部附属幼稚園
- 宮崎大学教育学部附属幼稚園
- 鹿児島大学教育学部附属幼稚園

### 特別支援学校
- 北海道教育大学附属特別支援学校
- 弘前大学教育学部附属特別支援学校
- 岩手大学教育学部附属特別支援学校
- 宮城教育大学附属特別支援学校
- 秋田大学教育文化学部附属特別支援学校
- 山形大学附属特別支援学校
- 福島大学附属特別支援学校
- 茨城大学教育学部附属特別支援学校
- 筑波大学附属大塚特別支援学校
- 筑波大学附属桐が丘特別支援学校
- 筑波大学附属久里浜特別支援学校
- 筑波大学附属視覚特別支援学校
- 筑波大学附属聴覚特別支援学校
- 群馬大学共同教育学部附属特別支援学校
- 宇都宮大学共同教育学部附属特別支援学校
- 埼玉大学教育学部附属特別支援学校
- 千葉大学教育学部附属特別支援学校
- 東京学芸大学附属特別支援学校
- 横浜国立大学教育学部附属特別支援学校
- 山梨大学教育学部附属特別支援学校
- 信州大学教育学部附属特別支援学校
- 新潟大学教育学部附属特別支援学校
- 金沢大学人間社会学域学校教育学類附属特別支援学校
- 富山大学教育学部附属特別支援学校
- 福井大学教育学部附属特別支援学校
- 静岡大学教育学部附属特別支援学校
- 愛知教育大学附属特別支援学校
- 三重大学教育学部附属特別支援学校
- 滋賀大学教育学部附属特別支援学校
- 京都教育大学附属特別支援学校
- 大阪教育大学附属特別支援学校
- 神戸大学附属特別支援学校
- 岡山大学教育学部附属特別支援学校
- 鳥取大学附属特別支援学校
- 山口大学教育学部附属特別支援学校
- 香川大学教育学部附属特別支援学校
- 鳴門教育大学附属特別支援学校
- 愛媛大学教育学部附属特別支援学校
- 高知大学教育学部附属特別支援学校
- 佐賀大学教育学部附属特別支援学校
- 大分大学教育学部附属特別支援学校
- 長崎大学教育学部附属特別支援学校
- 熊本大学教育学部附属特別支援学校
- 鹿児島大学教育学部附属特別支援学校